# Groenhovenbad
Het Groenhovenbad is een multifunctioneel zwemcomplex in Zuid-Hollandse gemeente Gouda in de wijk Bloemendaal.
Het Groenhovenbad bestaat uit drie binnenbaden en op het buitenterrein een buitenbad en twee peuter-/kleuterbaden. Verder zijn er binnen kleedruimtes, tribune, horeca en een kantoorruimte en buiten een ligweide met recreatiefaciliteiten. De ligweide wordt in de winter gebruikt door Langlaufvereniging Gouda. 
Het nieuwe bad is in de plaats gekomen van drie andere zwembaden namelijk Het Spaardersbad, Trefkuil en Zwembad de Tobbe. In het Groenhovenbad zijn de drie binnenbaden vernoemd naar deze oude zwembaden. Het zijn: Wedstrijdbad De Tobbe, Recreatiebad Het Spaardersbad en Doelgroepenbad De Trefkuil.
Het zwemcomplex is ten opzichte van het omliggende terrein, verhoogd aangelegd. De architect verwijst hiermee naar een van de eerste gebouwen van Gouda, bekend als Motte.
Alle baden hebben hun eigen kenmerken. Het wedstrijdbad De Tobbe, (34 bij 25 meter) voldoet aan alle eisen die gelden ten aanzien van waterpolo op topniveau. Een tweede bad, het Spaardersbad, (15 bij 25 meter) heeft een verdiept gedeelte (springkuil) voor een 1-meter duikplank én om te gebruiken bij het synchroonzwemmen. Het doelgroepenbad, De Trefkuil, (10 bij 16 meter) heeft een beweegbare bodem, die in hoogte instelbaar is van nul tot 2 meter diepte, waardoor het bad goed toegankelijk is voor mindervaliden. Het Groenhovenbad in Gouda werd op 20 april 2013 officieel in gebruik genomen.

## Geschiedenis
- 1846 -  Opening van de Stedelijke Zweminrichting, een natuurzwembad aan de Houtmansgracht. Het zwembad moest geregeld gesloten worden vanwege de uitbraak van besmettelijke ziektes veroorzaakt door vervuild rivierwater. Het bad sloot kort na de tweede wereldoorlog in 1945.
- Kikkerbadje. Het Kikkerbadje werd na de oorlog geopend. Het was opnieuw een natuurzwembad, het zwemwater werd rechtstreeks uit de Gouwe gepompt, en was bedoeld als tijdelijk recreatiebadje. De locatie lag op het het schiereiland bij de Julianasluis. Er waren een rond ondiep bad en een halfrond diep bad. Op deze plek is nu Speeltuin de Sluis gevestigd.
- 1939 -  Opening van het Spaardersbad aan de Itersonlaan. Het was een zogenaamd sportfondsenbad. In 2013 werd het bad gesloten wegens te hoge onderhouds- en herstelkosten. In 2019 kreeg het gebouw een woonfunctie.
- 1969 -  Opening van Het Torenbad aan de Schielands Hoge Zeedijk bij de watertoren. Het waren twee niet meer gebruikte bassins van de waterleidingmaatschappij. Na de opening van de Tobbe, werd het Torenbad gesloten.
- 1974 - Opening van De Trefkuil. Het zwembad was niet geschikt voor wedstrijden en dus alleen geschikt voor instructie- en beperkt voor recreatie zwemmen. In 2005 werd de Trefkuil gesloten. Na de sloop van het zwembad, kwamen er woningen voor in de plaats.
- 1980 -  Opening van zwembad De Tobbe. Het had een buitenbad, een binnenbad, een zonneweide en een bar. Het buitenbad was rond en alleen geschikt voor recreatie. Het binnenbad werd onder andere gebruikt als wedstrijdbad door GZW en andere zwemverenigingen. In 2014 werd het na de opening van het Groenhovenbad gesloopt. Op die oude locatie van De Tobbe staat tijdelijk de Dick van Dijk sporthal.

## Zwembad sportverenigingen
Het Groenhovenbad is de accommodatie van de volgende verenigingen:
- GZW
- Goudse Reddingsbrigade
- Zwemschool De Kikkersprong

## Wedstrijd evenementen

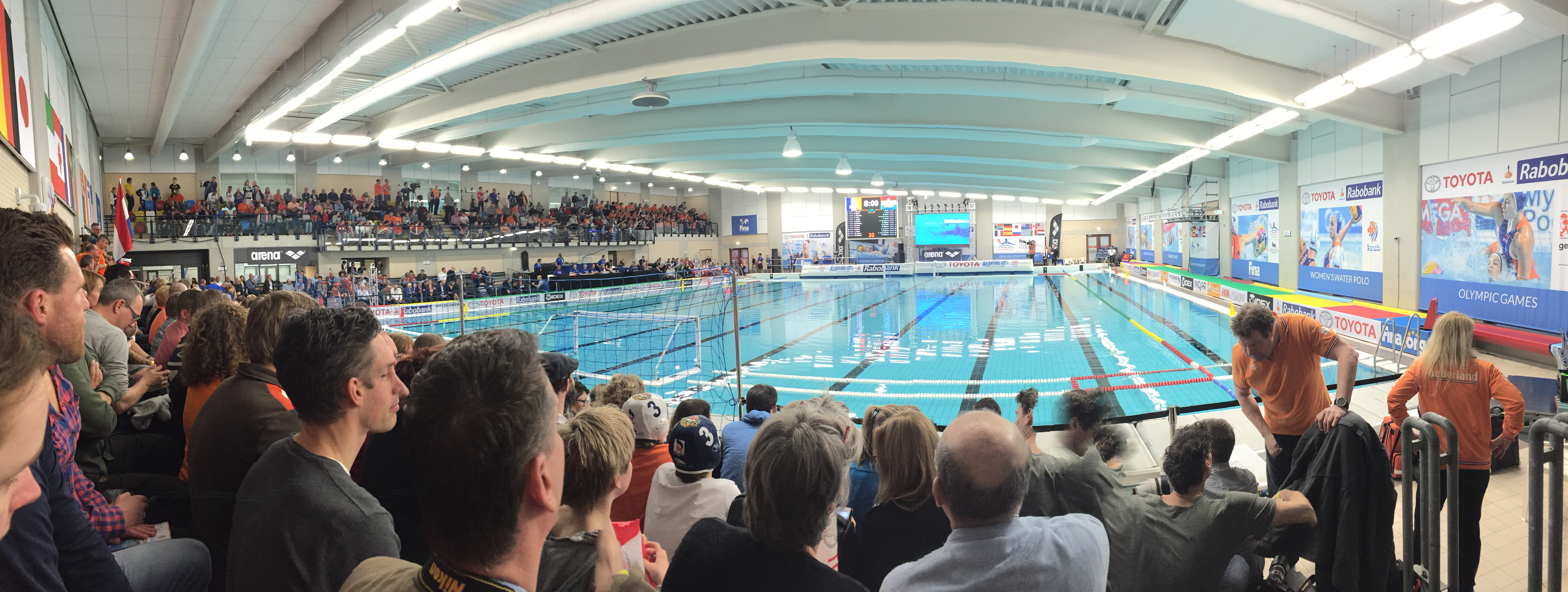
2016 Water Polo Olympic Qualification Tournament

- Dutch Waterpolo Trophy 2013 (dames)
- FINA Woman's Water Polo Olympic Games Qualification Tournement maart 2016
- FINA World League 2016-2017 (heren)
- Groenhovencup Goudse Reddingsbrigrade 2023